# Aria di paese
Pour plus de détails, voir Fiche technique et Distribution.
Aria di paese est une comédie italienne réalisée par Eugenio De Liguoro et sortie en 1934.

## Synopsis
Pauvre orphelin vagabond vivant dans un dortoir public, il tente désespérément de trouver un bon emploi afin de se tailler une place dans la société. Il s'essaie à diverses professions, allant jusqu'à la campagne romaine. Les échecs et les malheurs l'accompagnent toujours, et lorsqu'à cela s'ajoute l'éloignement d'une jeune fille dont il était tombé amoureux, il n'a d'autre choix que de retourner au dortoir.

## Fiche technique
- Titre original italien : Aria di paese[1] (litt. « l'air du pays » ou « l'air de la campagne »)
- Réalisation : Eugenio De Liguoro
- Scénario : Eugenio De Liguoro, Erminio Macario
- Photographie : Ferdinando Martini
- Montage : Simon Gui
- Musique : Franco Silvestri (it)
- Décors : Arnaldo Foresti (it), Alfredo Montori (it)
- Société de production : Cines
- Pays de production :  Royaume d'Italie
- Langue originale : italien
- Format : Noir et blanc - Son mono
- Genre : comédie
- Durée : 66 minutes
- Dates de sortie : 
  - Royaume d'Italie : 16 avril 1934[2] (visa délivré le 30 novembre 1933)

## Distribution
- Erminio Macario : Mac, le vagabond
- Laura Adani : Maria
- Ernesto Maroni : Antonio, l'ingénieur
- Mario Siletti : le concierge
- Umberto Sacripante : l'homme qui a mal aux dents
- Evangelina Vitaliani : tante de Maria
- Lisalotte Smith : client de l'hôtel
- Giulio Gemmò : le Français

## Production
La réalisation est confiée au Napolitain Eugenio De Liguoro, déjà connu à l'époque dans le monde du spectacle en tant qu'acteur. De Liguoro est également l'auteur du scénario écrit à quatre mains avec le comédien turinois Erminio Macario, avant de partir à l'étranger.

### Attribution des rôles
Parmi les acteurs, Erminio Macario se distingue par son premier rôle principal après avoir fait ses débuts au cinéma en 1929 dans un petit rôle dans le film Sole d'Alessandro Blasetti. À l'époque, le comédien était déjà très populaire grâce aux divers spectacles de variétés qu'il donnait au théâtre. Le film marque les débuts au cinéma de Laura Adani, alors âgée de 27 ans.

### Tournage
Le tournage du film a eu lieu à Rome dans les studios de la Farnesina.